# Trasplante de médula ósea
El trasplante de precursores hematopoyéticos, conocido genéricamente como trasplante de médula ósea, es un procedimiento mediante el cual se destruye la médula ósea dañada de un paciente y se la reemplaza por precursores hematopoyéticos nuevos y sanos.
El trasplante de médula ósea es un procedimiento médico propio del campo de la hematología y suele realizarse en pacientes con cáncer de sangre o médula ósea (ya sea mieloma múltiple o leucemia), para eliminar las células enfermas o defectuosas e introducir células madres que produzcan glóbulos y plaquetas sanos.
Las células madre hematopoyéticas multipotentes usualmente derivan de la medula ósea, sangre periférica o sangre del cordón umbilical. Al ser trasplantadas, repueblan la médula ósea y reanudan la producción de glóbulos y plaquetas.
El trasplante puede llevarse a cabo empleando la médula del mismo paciente receptor (trasplante autólogo) o de otra persona (trasplante alogénico). Este tratamiento se usa en pacientes con trastornos hematológicos, inmunitarios, o neoplásicos, como leucemias, linfomas, e inmunodeficiencias. En muchos casos, antes de llevar a cabo el trasplante es necesario destruir la médula ósea del receptor por medio de quimioterapia y/o radioterapia.
Este procedimiento implica riesgos de infección, toxicidad pulmonar y neurológica, y la condición autoinmune llamada enfermedad injerto-contra-huésped.

## Historia
El primer trasplante de médula ósea fue realizado por Georges Mathé, un oncólogo francés, en el año 1958.
El procedimiento se llevó a cabo para intentar salvar la vida de seis investigadores nucleares que habían sido sometidos a radiaciones por accidente en el Vinca Nuclear Institute. Aunque todos los pacientes sufrieron rechazo al trasplante, Georges Mathé comprendió la necesidad de mejorar el procedimiento, de gran potencial para el campo de la inmunoterapia.
Tras años de investigación, Mathé logró mejorar la técnica, convirtiéndose en el pionero del uso de trasplante de médula ósea en el tratamiento contra la leucemia. Demostró que los pacientes hasta entonces incurables podían ser curados, y desarrolló la técnica y el concepto de inmunoterapia adoptiva, abriendo la posibilidad de que el sistema inmune propio de las personas pudiera ser usado para luchar contra el cáncer y otras enfermedades.
	El trasplante de células madre fue precursado usando derivados de células madre de médula ósea, por un equipo en el Centro de Investigación de Cáncer Fred Hutchinson desde 1950 a 1970 por E. Donnall Thomas, cuyo trabajo fue reconocido posteriormente con el premio Nobel de Fisiología o Medicina. El trabajo de Thomas mostró que las células de la médula ósea se infundían intravenosamente, lo cual hacía que se produjeran nuevos glóbulos rojos o eritrocitos. Su trabajo también redujo la probabilidad de desarrollar una complicación potencialmente denominada injerto contra huésped. El primer médico en realizar un exitoso trasplante de médula ósea en otra enfermedad que no se relacionada con cáncer fue Rober A. Good en la Universidad de Minnesota en 1969.
	En España, el primer trasplante de médula ósea tuvo lugar el 22 de mayo de 1976 en el Hospital de la Santa Creu i Sant Pau de Barcelona por parte de los hematólogos Andreu Domingo Albós y Josep Cubells. La paciente fue una joven catalana de 13 años con leucemia.

## Indicaciones
Tanto el trasplante de médula ósea como el de progenitores hematopoyéticos purificados se usan para tratar diversos tipos de enfermedades: aplasia de médula ósea, enfermedades hereditarias, leucemias, linfomas, e inmunodeficiencias, entre otras enfermedades. Muchos receptores de HSCT son pacientes de mieloma múltiple o de leucemia, los que no se podrían beneficiar de un tratamiento prolongado, o al que ya tienen resistencia, quimioterapia. Los candidatos para HSCTs incluyendo casos pediátricos en donde el paciente tiene un defecto congénito grave, como la neutropenia congénita o inmunodeficiencia combinada, con células madre defectuosas, y también niños o adultos con anemia aplásica los cuales han perdido sus células madre al momento del nacimiento. Otras condiciones tratadas con trasplantes de médula ósea incluyen anemia falciforme, síndrome mielodisplásico, el neuroblastoma, linfoma, sarcoma de Ewing, tumor desmoplásico de células pequeñas y redondas, enfermedad granulomatosa crónica y la enfermedad de Hodgkin. Recientemente el no mieloblativo, o el llamado “trasplante mini” se han desarrollado procedimientos que requieren menores dosis de quimioterapia preparativa y radiación. Esto ha permitido que HSCT sea conducido a pacientes de mayor edad, junto con otros pacientes, los cuales por otro lado son considerados demasiado débiles para mantener un tratamiento como este al régimen.

## Número de procedimientos
El total de 50.417 procedimientos de trasplantes de células madre hematopoyéticas fueron reportadas como teniendo lugar alrededor del mundo en 2006, según una encuesta mundial de 1.327 centros en 71 países realizada por la Red Mundial para la Sangre y Trasplante de Médula Ósea. De estos, 28.901 es decir, el 57% fueron autólogos y 21.516 es decir el 43% fueron alogénicos (11.928 de familias donadoras y 9.588 de donadores no relacionados). Las indicaciones principales para el trasplante fueron trastornos linfoproliferativos con un porcentaje de 54.5% y leucemias con 33.8%, y la mayoría tuvo lugar en Europa (48%) y América (36%).En el 2009, de acuerdo con el donante de médula de asociación mundial, productos de células madre para el trasplante no relacionado previstas en todo el mundo había aumentado a 15.399 (3.445 donaciones de médula ósea, 8.162 donaciones de células madre de sangre periférica, y 3.792 unidades de sangre de cordón.

## Tipos de trasplante
Después de varias semanas de crecimiento en la médula ósea, la expansión de las células madre hematopoyéticas y su progenie es suficiente para normalizar los recuentos de células sanguíneas y reiniciar el sistema inmunológico. La descendencia derivada de las células madre hematopoyéticas del donante ha sido documentada en muchos órganos diferentes, incluyendo el corazón, el hígado y el músculo, sugiriendo que estas células podrían tener la capacidad de regenerar tejido lesionado. Sin embargo, investigaciones recientes han demostrado que la infidelidad de estos linajes no se produce como un fenómeno normal.[cita requerida]

### Autólogo
Este procedimiento utiliza precursores hematopoyéticos del mismo paciente que va a recibir el trasplante. Como las células trasplantadas provienen de una médula ya dañada, muchos protocolos emplean técnicas para seleccionar las células sanas que se devolverán al paciente.
Este proceso puede involucrar fármacos o anticuerpos diseñados para eliminar ciertos tipos de células o purgar la médula de células neoplásicas. El trasplante autólogo de células madre hematopoyéticas (HSCT) requiere la extracción (aféresis) de células madre del paciente y el almacenamiento de las células recolectadas en un congelador. Posteriormente, el paciente es tratado con altas dosis de quimioterapia y, en algunos casos, radioterapia, con el objetivo de erradicar la población de células malignas, lo que conlleva la ablación total o parcial de la médula ósea.
Finalmente, las células madre almacenadas se reintroducen en el paciente para reemplazar el tejido destruido y reanudar la producción normal de glóbulos rojos. El trasplante autólogo tiene la ventaja de un menor riesgo de infecciones durante la fase inmunocomprometida del tratamiento, ya que la recuperación del sistema inmune es más rápida. Además, el riesgo de rechazo es prácticamente nulo, dado que el donante y el receptor son la misma persona.
Estas ventajas han establecido el HSCT autólogo como un tratamiento estándar para enfermedades como el linfoma. Sin embargo, en enfermedades como la leucemia mieloide aguda, la menor mortalidad asociada al trasplante autólogo puede verse compensada por una mayor probabilidad de recaída, por lo que el trasplante alogénico puede ser preferido.
Se han realizado estudios preliminares sobre el uso del trasplante autólogo no mieloablativo como tratamiento para la diabetes tipo 1 en niños y adultos, con resultados prometedores. Sin embargo, en 2009 aún era prematuro especular sobre su efectividad como tratamiento estándar para la diabetes.

### Alogénico
Este tipo de trasplante utiliza precursores hematopoyéticos de un donante distinto al receptor. El trasplante alogénico se clasifica según la relación genética entre donante y receptor y la compatibilidad del HLA (Human Leukocyte Antigen):
- Trasplante singénico: Donante es un hermano gemelo univitelino.
- Trasplante alogénico de hermano HLA idéntico: Donante es un familiar con compatibilidad HLA completa.
- Trasplante haploidéntico: Donante es un familiar que comparte solo la mitad de los genes HLA.
- Trasplante de donante no emparentado: Donante no tiene relación familiar con el receptor pero es compatible en HLA.

La compatibilidad HLA es crucial, ya que las diferencias pueden desencadenar una enfermedad injerto contra huésped (EICH), en la cual el sistema inmune del donante ataca las células del receptor. Para minimizar este riesgo, se seleccionan donantes que compartan el mayor número posible de antígenos HLA. En caso de no encontrar un donante compatible, se puede recurrir a bancos de donantes no emparentados o al uso de sangre de cordón umbilical.
En algunos casos, se puede recurrir a un hermano salvador, seleccionado mediante diagnóstico genético preimplantacional para asegurar la compatibilidad HLA y la ausencia de enfermedades hereditarias. Los trasplantes alogénicos ofrecen mayores posibilidades de curación o remisión a largo plazo en comparación con los autólogos, aunque están asociados a mayores riesgos inmediatos relacionados con el trasplante.

## Fuente y almacenamiento de precursores hematopoyéticos

### Extracción de médula ósea
La médula ósea fue la primera fuente de células madre hematopoyéticas utilizadas en trasplantes. Este tipo de trasplante se realiza con células extraídas directamente de la médula ósea del donante, generalmente aspiradas de las crestas ilíacas.
En el caso de un trasplante de médula ósea, las células madre hematopoyéticas (HSC) se extraen de un hueso grande del donante, normalmente la pelvis, utilizando una aguja de gran calibre que alcanza el centro del hueso. Esta técnica se conoce como aspiración o cultivo de médula ósea y se realiza bajo anestesia general.

### Sangre periférica
Se pueden recolectar células hematopoyéticas de la sangre del donante usando un proceso llamado aféresis. Antes del trasplante, el donante se estimula por inyecciones de Factor estimulante de colonias de granulocitos (G-CSF) o Factor estimulante de colonias de granulocitos y macrófagos (GM-CSF) a producir y movilizar más precursores hematopoyéticos. La sangre se toma del donante de una aguja puesta en una vena del brazo y pasa por una máquina que recolecta las células que se van a trasplantar. El resto de la sangre se devuelve al donante a través de otro tubo.

### Sangre del cordón umbilical
La sangre del cordón umbilical contiene células madre que pueden ser trasplantadas después de separación celular del tejido (CD34+ o Lin-). Trasplantes realizados con sangre del cordón umbilical no requieren tanta compatibilidad entre el donante y el receptor, y así presentan un riesgo más bajo de enfermedad injerto-contra-huésped. Sin embargo, la cantidad baja de células disponibles en cada cordón hace que usar un solo donante para realizar un trasplante en un adulto o joven sea difícil. A veces se usa sangre de dos donantes distintos para que el número de células trasplantadas baste.

## Sangre del cordón umbilical
Se obtiene cuando una madre dona el cordón umbilical y la placenta de su bebé después del nacimiento. La sangre del cordón tiene una mayor concentración de HSC que se encuentra normalmente en la sangre de una persona adulta. Sin embargo, la pequeña cantidad de sangre procedente de un cordón umbilical (normalmente de 50 ml) hace que sea más adecuado para el trasplante en niños pequeños que en los adultos. Las nuevas técnicas que utilizan la expansión ex – vivo de unidades de sangre del cordón umbilical o el uso de dos unidades de sangre de cordón de diferentes donantes permiten que los trasplantes de sangre de cordón de diferentes donantes, sean utilizados en adultos.
La sangre del cordón umbilical que se puede cosechar desde el mismo de un niño que nace después del diagnóstico genético preimplantacional (DGP) para el antígeno leucocito humano (HLA) compatible (ver PGD para compatibilidad HLA) para donar a un hermano enfermo que requiere TCMH.

## Acondicionamiento
En la mayoría de los casos se necesita eliminar los progenitores ya presentes en la médula ósea del receptor. En este proceso, llamado acondicionamiento, se usan dosis altas de quimioterapia y/o radioterapia para destruir toda la médula ósea del paciente, para eliminar células cancerosas, evitar el rechazo del injerto, y dejar espacio para el injerto. Regímenes comunes incluyen los fármacos citotóxicos como busulfán y ciclofosfamida. El acondicionamiento deja al paciente sin un sistema inmune e incapaz de producir glóbulos rojos, así que se va a morir sin el injerto. Las terapias tóxicas que se usan en este proceso pueden dañar una variedad de tejidos y son asociadas con complicaciones como trastornos pulmonares y neurológicos y un riesgo más alto de cáncer en el futuro.
En inmunodeficiencias severas, como la inmunodeficiencia combinada grave, el sistema inmune del receptor ya es bastante débil para que el trasplante se pueda realizar sin preparación.

## Trasplantes mieloblativos
La quimioterapia o irradiación administrada antes de un trasplante se denomina como régimen de acondicionamiento, cuyo propósito es ayudar a erradicar la enfermedad del paciente antes de la infusión de médula ósea y para suprimir las reacciones inmunes. La médula ósea puede ser destruida con la dosis que causan un daño mínimo a otros tejidos. Este método se emplea convencionalmente en trasplantes alogénicos una combinación de ciclofosfamida con irradiación corporal total. Este tratamiento también tiene un efecto inmunosupresor que evita el rechazo de la HSC por el sistema inmunitario del receptor. 
El pronóstico postrasplante incluye a menudo injerto contra huésped aguda y crónica que puede ser peligrosa para la vida. Sin embargo, en algunas leucemias esto puede coincidir con la protección contra la recaída del cáncer debido al efecto injerto contra tumor. Los trasplantes autólogos también pueden utilizar regímenes de acondicionamiento similares, pero muchas otras combinaciones de quimioterapia se pueden utilizar dependiendo del tipo de enfermedad.

## Trasplantes alogénicos no mieloblativos
Este es un enfoque nuevo tratamiento con dosis más bajas de quimioterapia y radiación, que son demasiado bajos para erradicar todas las células de la médula ósea de un destinatario. En cambio, los trasplantes no mieloablativos corren menor riesgo de infecciones graves y la mortalidad relacionada con el trasplante también disminuye, mientras que confiar en el efecto injerto contra tumor para resistir el riesgo inherente incrementó la recaída del cáncer. También de manera significativa, mientras que se requieren altas dosis de agentes inmunosupresores en las primeras etapas del tratamiento, estas dosis son menores que para trasplantes convencionales. Esto conduce a un estado de quimerismo mixto temprano después de trasplante en el que tanto los receptores como el donante de HSC coexisten en el espacio de la médula ósea.
La disminución de las dosis de terapia inmunosupresora permite a las células T del donante erradicar la HSC restante del destinatario y para inducir el efecto injerto contra tumor. Este efecto es a menudo acompañada por la enfermedad injerto contra huésped, la apariencia de que a menudo es un sustituto para la aparición del injerto contra tumor, y también sirve como una señal para establecer un nivel de dosificación apropiado para el tratamiento con bajos niveles de agentes inmunosupresores.
Debido a sus regímenes de acondicionamiento suaves, estos trasplantes se asocian con un menor riesgo de mortalidad relacionada con el trasplante, por lo que permiten a los pacientes considerados con un alto riesgo para trasplante alogénico convencional de médula ósea someterse a un tratamiento potencialmente curativo para la enfermedad. Estas nuevas estrategias de trasplante siguen siendo experimentales, pero se utilizan más ampliamente en los pacientes mayores (de la tercera edad) no aptos para mielodepresoras y para quienes tienen mayor riesgo de recaída del cáncer.

## Prendimiento
Inmediatamente después del trasplante, las células madre trasplantadas se alojan en los huesos y empiezan a reconstituir los tejidos hematopoyéticos del paciente. Este proceso, conocido como el prendimiento, se lleva a cabo durante unas semanas tras el trasplante. El rechazo del injerto puede impedir el prendimiento y dejar al paciente sin función hematopoyética suficiente.
TCMH se asocia con una alta mortalidad relacionada con el tratamiento en el receptor (10% o superior) [cita requerida], lo que limita su uso. Las principales complicaciones son enfermedad veno-oclusiva hepática, mucositis, infecciones (sepsis), la enfermedad de injerto contra huésped y el desarrollo de tumores malignos nuevos.

## Complicaciones
Los trasplantes de precursores hematopoyéticos son asociados con muchos riesgos, cuyas gravedades dependen del paciente.

## Infección
El trasplante de médula ósea por lo general requiere que la médula ósea del propio beneficiario sea destruida ("mieloablación"). Antes del "injerto" los pacientes pueden pasar varias semanas sin una apreciable cantidad de glóbulos blancos para ayudar a combatir las infecciones. Esto pone al paciente en riesgo elevado de infecciones, sepsis y shock séptico, a pesar de los antibióticos profilácticos. Sin embargo, los medicamentos antivirales, tales como aciclovir y valaciclovir, son muy eficaces en la prevención del HSCT relacionada brote de infección herpética en pacientes seropositivos. Los agentes inmunosupresores empleados en trasplantes alogénicos para la prevención o tratamiento de la enfermedad de injerto contra huésped aumenta aún más el riesgo de infección oportunista. Los fármacos inmunosupresores se administran durante un mínimo de 6 meses después de un trasplante, o más tiempo si es necesario para el tratamiento de la enfermedad de injerto contra huésped. Los pacientes trasplantados pierden su inmunidad adquirida, por ejemplo la inmunidad a las enfermedades infantiles como el sarampión o la poliomielitis. Por esta razón, los pacientes con trasplante deben ser re-vacunados con las vacunas infantiles una vez que están fuera de medicamentos inmunosupresores.

### Hemorragia
La médula ósea produce plaquetas, fragmentos celulares que se pegan en regiones heridas de vasos sanguíneos para limitar la pérdida de sangre. La destrucción de las células que producen plaquetas hace que la hemorragia severa sea más probable. Por eso, muchos pacientes requieren transfusiones de plaquetas durante los días inmediatamente después del trasplante.

## Enfermedad veno-oclusiva
Una lesión hepática severa puede resultar de la enfermedad veno-oclusiva (VOD). Los niveles elevados de bilirrubina, hepatomegalia y la retención de líquidos son características clínicas de esta enfermedad. En la actualidad existe una mayor apreciación de la lesión celular generalizada y la obstrucción en los senos venosos hepáticos, y últimamente VOD hepático ha sido referida como síndrome de obstrucción sinusoidal (SOS). Los casos graves de SOS se asocian con una alta tasa de mortalidad. Los anticoagulantes o defibrotida pueden ser eficaces en la reducción de la gravedad de VOD pero también puede aumentar las complicaciones hemorrágicas. Se ha demostrado que el ursodiol ayuda a prevenir VOD, facilitando el flujo de bilis.

## Mucositis
Las lesiones de la mucosa de la boca y de la garganta es un régimen común de la toxicidad relacionada después de regímenes de HSCT ablativos. Normalmente no es mortal, pero es muy doloroso, y no permite comer ni beber. La mucositis es tratada con medicamentos para el dolor, además de infusiones intravenosas para prevenir la deshidratación y la desnutrición.
También con láser terapia, que alivia mucho el dolor y permite al paciente ingerir alimentos.

### Enfermedad injerto-contra-huésped
La enfermedad de injerto contra huésped (EICH) es una enfermedad inflamatoria que es peculiar del trasplante alogénico. Es un ataque de las “nuevas” células inmunes de médula ósea contra los tejidos del receptor. Esto puede ocurrir incluso si el donante y el receptor son de HLA-idéntico, ya que el sistema inmunológico todavía puede reconocer otras diferencias entre sus tejidos. Se denomina enfermedad injerto-contra-huésped porque el trasplante de médula ósea es el procedimiento en el que las células trasplantadas deben aceptar el cuerpo más que el cuerpo aceptarlas a ellas. 
El injerto contra el huésped agudo se produce normalmente en los primeros 3 meses después del trasplante y puede afectar a la piel, el intestino o el hígado. Altas dosis de corticorteroides como la prednisona son un tratamiento estándar, sin embargo, este tratamiento inmunosupresor a menudo conduce a infecciones mortales. La enfermedad de injerto contra el huésped crónica también puede desarrollarse después de un trasplante alogénico. Es la principal fuente de complicaciones finales relacionadas con el tratamiento, aunque menos frecuente provoca la muerte. Además de la inflamación, enfermedad de injerto contra huésped crónica puede conducir al desarrollo de la fibrosis, o tejido de la cicatriz, similar a la esclerodermia, ya que puede causar incapacidad funcional y requieren tratamiento inmunosupresor prolongado. La enfermedad injerto contra huésped crónica suele ser mediada por las células T que reaccionan con péptidos extraños presentados por el MHC de la acogida [cita requerida].

## Efecto injerto contra tumor
El efecto injerto contra tumor (GVT) o el efecto "injerto contra leucemia" es el aspecto beneficioso del fenómeno injerto contra huésped. Por ejemplo, los pacientes de TCMH con la enfermedad injerto contra huésped agudo o en particular crónico, después de un trasplante alogénico tienden a tener un menor riesgo de recidiva del cáncer. Esto es debido a una reacción inmune terapéutica del donante en linfocitos T contra la médula ósea enferma del destinatario. Esta menor tasa de recaída son importantes en la cuenta del aumento de la tasa de éxito de los trasplantes alogénicos, en comparación con los trasplantes de gemelos idénticos, e indica que el TCMH alogénico es una forma de inmunoterapia. GVT es el principal beneficio de los trasplantes que no emplean los más altos regímenes inmunosupresores.
El injerto contra tumor es principalmente beneficioso en enfermedades con lentitud, por ejemplo, leucemia crónica, el linfoma de bajo grado, y en algunos casos de mieloma múltiple. Sin embargo, es menos eficaz en rápido crecimiento de leucemias agudas.
Si hay recaída del cáncer después de HSCT, otro trasplante se puede realizar con la infusión al paciente con una mayor cantidad de glóbulos blancos de la sangre proveniente de los donantes.

## Carcinoma oral
Los pacientes después de un TCMH presentan un mayor riesgo de desarrollar carcinoma oral. El cáncer oral post-TCMH puede tener un comportamiento más agresivo con un pronóstico más pobre, en comparación con el cáncer oral en pacientes sin TCMH.

## Pronóstico
El pronóstico varía ampliamente en TCMH dependiendo del tipo de enfermedad, el estadio, la fuente de células madre con HLA compatible de estado (para alogénico ESAD) y el régimen de acondicionamiento. El trasplante ofrece una posibilidad de curación o remisión a largo plazo si se logra sobrevivir a las complicaciones inherentes a la enfermedad de injerto contra huésped, tratamientos inmunosupresores y el espectro de las infecciones oportunistas. En los últimos años, las tasas de supervivencia han ido mejorando gradualmente a través de casi todas las poblaciones y subpoblaciones que reciben trasplantes.
La mortalidad por trasplante alogénico de células madre puede ser estimada mediante el modelo de predicción creado por Sorror et al. [ utilizando el trasplante de células hematopoyéticas específica del índice de comorbilidad (HCT-CI). El HCT-CI se obtuvo y fue validada por los investigadores en el Fred Hutchinson Cancer Research Center (Seattle, WA). El HCT-CI modifica y añade un índice de comorbilidad bien validado, el índice de comorbilidad de Charlson (ICC) (Charlson et al.)) El CCI se aplicaba anteriormente a los pacientes sometidos a trasplante alogénico HCT pero parece proporcionar menos predicción de la supervivencia y la discriminación que el sistema de puntuación HCT-CI.

## Riesgos del donador
Los riesgos de una complicación dependerá de las características del paciente, el personal sanitario y el procedimiento de aféresis, y el factor estimulante de colonias a utilizar (G-CSF, GM-CSF). Los medicamentos de G-CSF incluyen filgrastim (Neupogen, Neulasta), y lenograstima (Graslopin).

## Riesgos de los medicamentos
Filgrastim es típicamente dosificado a 10 microgramos / kg Nivel de 4-5 días durante la recolección de las células madre. Los efectos adversos documentados de filgrastim incluyen la rotura esplénica (indicado por dolor abdominal superior izquierda o en el hombro, el riesgo es de 1 en 40000), el síndrome de dificultad respiratoria del adulto (SDRA), hemorragia alveolar, y reacciones alérgicas (por lo general expresados en los primeros 30 minutos, en un riesgo 300). Además, las plaquetas y la hemoglobina después del procedimiento, no regresan a la normalidad hasta después de un mes.
El cuestionamiento de si los pacientes geriátricos (pacientes mayores de 65) reaccionan de la misma manera que pacientes menores de 65 años no ha sido suficientemente examinado. Los problemas de coagulación y la inflamación de las placas ateroscleróticas se sabe que se producen como resultado de la inyección de G-CSF. G-CSF también se ha descrito para inducir cambios genéticos en células mononucleares de donantes normales. Hay evidencia de que la mielodisplasia (mieloide MDS) o leucemia aguda (AML) puede ser inducida por GCSF en individuos susceptibles.

## Riesgos de acceso
Se extrajo sangre periférica en pacientes, pero una línea central para venas yugulares / subclavia / femoral se puede utilizar en 16% de las mujeres y el 4% de los hombres. Las reacciones adversas durante la aféresis se experimentaron en el 20% de las mujeres y el 8% de los hombres, estos eventos adversos consistieron principalmente entumecimiento / hormigueo, los intentos de varias líneas, y náusea.

## Alternativas

### Terapia génica
La terapia génica podría convertirse en una alternativa real a los trasplantes de médula ósea si los ensayos confirman su seguridad y eficacia. En 2011 tres pacientes con leucemia linfática crónica respondieron favorablemente a dicha terapia.

## Observaciones clínicas
Un estudio con 2408 donantes (18-60 años) indica dolor óseo (principalmente espalda y las caderas) como resultado de un tratamiento con filgrastim. Este dolor respondió al acetaminofeno o ibuprofeno en el 65% de los donantes y se caracterizó por ser de leve a moderada en el 80% de los donantes y severa en el 10%. El dolor en los huesos disminuyó después de la donación y el 26% de los pacientes 2 días después de la donación, el 6% de los pacientes una semana después de la donación, y <2% 1 año después de la donación. La donación no es recomendable para aquellos con una historia de dolor de espalda. Otros síntomas observados en más del 40% de los donantes incluyen mialgia, dolor de cabeza, fatiga e insomnio. Todos estos síntomas volvió al nivel inicial 1 mes después de la donación, a excepción de algunos casos de fatiga persistente en el 3% de los donantes. En un estudio donde los datos incorporados de 377 donantes, 44% de los pacientes informaron tener efectos secundarios adversos después de un TCMH sangre periférica. Los efectos secundarios incluyen dolor antes del procedimiento de recaudación como consecuencia de GCSF inyecciones, dolor postprocedimiento esquelético generalizado, energía y fatiga reducida.

## Reacciones
En un estudio con encuestas a 2.408 donantes se encontró que los eventos adversos graves (que requieren hospitalización prolongada) ocurrió en 15 donantes (a una tasa del 0,6%), aunque ninguno de estos eventos fueron mortales. Los donantes no se observaron a tener mayores tasas normales de cáncer con un máximo de 4-8 años de seguimiento. Un estudio basado en una encuesta de los equipos médicos cubiertos aproximadamente 24 000 casos periféricos TCMH de sangre entre 1993 y 2005, y encontró una tasa cardiovascular grave reacción adversa de alrededor de 1 en 1500. Este estudio informó un riesgo de mortalidad cardiovascular relacionada dentro de los primeros 30 días de TCMH de aproximadamente 2 a 10000. Por este mismo grupo, eventos cardiovasculares graves se observaron con una velocidad de aproximadamente 1 en 1500. Las reacciones adversas más frecuentes fueron edema pulmonar severo / trombosis venosa profunda, rotura esplénica, y el infarto de miocardio. La inducción hematológica maligna fue comparable a la observada en la población general, con sólo 15 casos informados dentro de 4 años.

## Registro de donante y contratación
A finales de 2010, 14,9 millones de personas se habían inscrito por voluntad propia a ser donante de médula ósea de acuerdo a uno de los 64 registros de 45 países que participan en Donantes de Médula Ósea en el mundo. 12,2 millones de estos donantes registrados habían sido ABDR, lo que permite fácil adaptación. A más 453.000 unidades de sangre de cordón se había recibido una de las 44 unidades de sangre de cordón de 26 países participantes. El mayor número total de donantes de médula ósea registrados fueron los de los EE. UU. (6,4 millones), y el mayor número per cápita fueron los de Chipre (10,6% de la población).
Dentro de los Estados Unidos, los grupos raciales minoritarios son los que menos probabilidades de ser registrados y por tanto más probabilidades de encontrar un partido que puede salvar vidas. En 1990, sólo seis afroamericanos fueron capaces de encontrar un donante de médula ósea, y los seis tenían firmas genéticas comunes con europeos.
Los africanos son genéticamente más diversos que las personas de ascendencia europea, lo que significa que más registros son necesarios para encontrar una coincidencia. La médula ósea y los bancos de sangre de cordón existentes en Sudáfrica y un nuevo programa, se está iniciando en Nigeria.

## Tratamiento experimental de VIH
En 2007, un equipo de médicos en Berlín, Alemania, incluyendo Gero Hütter, realizó un trasplante de células madre de la leucemia al paciente Timothy Ray Brown, que también era VIH-positivo. A partir de 60 donantes a juego, seleccionaron un [CCR5]. - Δ32 individuo homocigoto con dos copias genéticas de una rara variante de un receptor de la superficie celular. Este rasgo genético confiere resistencia a la infección por VIH mediante el bloqueo de la unión de célula de VIH. Aproximadamente uno de cada 1000 personas de ascendencia europea han heredado esta mutación, pero es menos frecuente en otras poblaciones. El trasplante se repitió un año más tarde, después de una recaída. Más de tres años después del trasplante inicial, y a pesar de la interrupción del tratamiento antirretroviral, los investigadores no pueden detectar el VIH en la sangre del receptor del trasplante o en varias biopsias. Los niveles de los anticuerpos específicos de VIH también han disminuido, lo que lleva a la especulación de que el paciente puede haber sido funcionalmente curado del VIH. Sin embargo, los científicos enfatizan que este es un caso poco común. Las complicaciones de trasplante potencialmente mortales (el "paciente de Berlín" sufrió de la enfermedad injerto contra huésped y leucoencefalopatía) significan que el procedimiento no se pudo realizar en otras personas con el VIH, aunque se encontró suficiente número de donantes.
En 2012, Daniel Kuritzkes, MD, del Hospital Brigham and Women de Boston, anunció los resultados de dos trasplantes de células madre en pacientes con VIH. No obstante, no se utilizaron los donantes con deleción Δ32. Uno de los hombres se ha seguido durante dos años y el otro de tres años y medio. Ambos están todavía en el tratamiento del VIH, ninguno muestra trazas de VIH en plasma de la sangre y las células T CD4 han sido purificado utilizando un método de cultivo sensible (menos de 3 copias / ml). También se muestran una disminución significativa de anticuerpos contra el VIH, lo que sugiere una falta de replicación del VIH.

## Polémica en España
En 2012 la empresa alemana Deutsche Knochenmarkspenderdatei (DKMS) trasladó un equipo a España para captar donantes para un paciente de Avilés desesperado por la larga espera en España. DKMS hizo un llamado a la zona consiguiendo numerosos donantes en poco tiempo. La ONT, junto con la Fundación Josep Carreras contra la leucemia, le acusan de actuar de forma ilegal, mientras tanto DKMS se defiende de las acusaciones. En medio de estas disputas están los afectados, que se quejan de sentirse marginados y piden más campañas para la captación de donantes.